# تافرنت (إيمي نيفري)
تافرنت هو دُوَّار يقع بجماعة تفني، إقليم أزيلال، جهة بني ملال خنيفرة في المملكة المغربية. ينتمي الدوّار لمشيخة إيمي نيفري التي تضم 21 دوار. يقدر عدد سكانه بـ 307 نسمة حسب الإحصاء الرسمي للسكان والسكنى لسنة 2004.

## روابط خارجية
- البوابة الوطنية للجماعات الترابية نسخة محفوظة 12 مارس 2018 على موقع واي باك مشين.
- المندوبية السامية للتخطيط